# Goldmusang
Der Goldmusang (Paradoxurus zeylonensis) ist eine von fünf Arten der Musangs innerhalb der Schleichkatzen. Er ist ein Endemit der Insel Sri Lanka im Indischen Ozean. Der Bestand der Art ist klein, durch die anhaltende Waldzerstörung mittlerweile stark fragmentiert und geht weiter zurück. Der Goldmusang wird von der IUCN daher als gefährdet („vulnerable“) eingestuft.

## Merkmale
Es handelt sich um eine kleine Schleichkatze mit einem beigen, gold-, rot oder dunkelbraunen Fell. Das Gesicht ist hin und wieder heller und der Schwanz etwas gelblich. Die Schwanzspitze ist oft gelb oder weißlich. Die Kopf-Rumpf-Länge liegt zwischen 50 und 58 cm, der Schwanz ist zwischen 43,7 und 52,5 cm lang und die Tiere erreichen ein Gewicht von etwa 3,6 kg. Die Nackenhaare wachsen gegen den Strich zum Kopf statt zum Hinterende. Das Gebiss hat folgende Zahnformel: {\displaystyle {\frac {3.1.4.2}{3.1.4.2}}}.

## Verbreitung

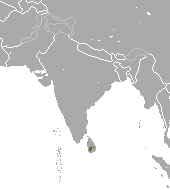
Verbreitungsgebiet des Goldmusangs

Der Goldmusang ist ein Endemit Sri Lankas im Indischen Ozean und bewohnt dort natürlich belassene Waldgebiete. Er wurde im Udawalawe-Nationalpark, im Sinharaja Forest, im Wasgomuwa und im Yala-Nationalpark nachgewiesen.

## Lebensweise
Der Goldmusang lebt fast ausschließlich auf Bäumen (arboreal) und bewegt sich vor allem auf größeren Ästen. Die Tiere sind einzelgängerisch und nachtaktiv und nutzen hohle Äste, gelegentlich auch Hohlräume unter Hausdächern nahe den Bäumen als Schlafplatz. Sie ernähren sich von Früchten wie Mangos, Kaffee, Melonen, Ananas und Bananen sowie kleinen Säugetieren, Vögeln, Eidechsen, Schlangen, Fröschen und Insekten. In der Fortpflanzungszeit im Oktober und November bekommen die Weibchen zwei oder drei Jungtiere.